# Dawn Harper
Dawn Harper-Nelson (East St. Louis, 13 mei 1984) is een Amerikaanse atlete, die is gespecialiseerd in de sprint en het hordelopen. Ze werd in 2008 olympisch kampioene op de 100 m horden en is de eerste Amerikaanse hordeloopster die opnieuw een olympische medaille veroverde bij de Spelen die erop volgden.

## Loopbaan

### Eerste successen als scholiere en studente
Gedurende haar highschool-jaren kwam bij Harper haar aanleg voor het hordelopen aan het licht. Ze veroverde verschillende titels op de 100 m horden bij schoolkampioenschappen en vestigde diverse scholierenrecords. Haar record van 13,82 s van de staat Illinois, gelopen tijdens haar tijd als junior, is sindsdien niet verbeterd.
Harper maakte inmiddels deel uit van de UCLA Bruins, het atletiekteam van de Universiteit van Californië in Los Angeles, toen zij haar eerste internationale succes boekte bij de Pan-Amerikaanse jeugdkampioenschappen van 2003 in Bridgetown. Ze won er een gouden medaille op de 100 m horden. Een jaar later werd zij tijdens de NCAA-kampioenschappen achtste in de finale van de 100 m horden en veroverde zij zilver op de 4 x 100 m estafette.  

### Olympisch goud
Na aan het begin van 2008, in februari, nog een kijkoperatie te hebben moeten ondergaan, wist Harper gedurende het baanseizoen op tijd in vorm te komen om zich te kwalificeren voor de Olympische Spelen van Peking. Daar veroverde zij op de 100 m horden de gouden medaille in een persoonlijke recordtijd van 12,54. De grote favoriete Lolo Jones struikelde in het zicht van de finish en werd uiteindelijk zevende. Zilver en brons gingen respectievelijk naar de Australische Sally McLellan en de Canadese Priscilla Lopes-Schliep, die beiden in 12,64 over de finish kwamen, waarbij ten slotte de fotofinish uitsluitsel moest geven.
Vanwege haar olympische titel behoorde Dawn Harper in 2009 op de wereldkampioenschappen in Berlijn tot de favorietes voor de titel op de 100 m horden. Die rol leek ze aanvankelijk ook waar te maken, want in de halve finale realiseerde zij met 12,48 de snelste tijd van het hele veld. Het was tevens een verbetering van haar beste tijd ooit. In de finale was de koek echter op en werd de Amerikaanse slechts zevende met 12,81 in een race, die door de Jamaicaanse Brigitte Foster-Hylton in 12,51 verrassend werd gewonnen.

### Brons op WK in 2011
In 2010 liep Harper tijdens een hordentraining een ernstige knieblessure op, waaraan zij moest worden geopereerd en waarvoor zij de rest van het jaar en het begin van 2011 nodig had, om van te herstellen. Na vier maanden training slaagde zij er echter in om op de 100 m horden een bronzen medaille te behalen bij de Amerikaanse kampioenschappen, waarmee zij zich kwalificeerde voor de WK in Daegu. In de aanloop naar dit kampioenschap hervond zij ten slotte haar vorm, wat uitmondde in een bronzen medaille in Daegu in de nieuwe persoonlijk beste tijd van 12,47.

### Opnieuw olympisch eremetaal
Voor het eerst sinds 2009 slaagde Harper er in 2012 in om zonder lichamelijke problemen te overwinteren en als gevolg hiervan was zij al vroeg in vorm, zoals zij in diverse internationale wedstrijden aantoonde. Zo zegevierde zij op de 100 m horden tijdens het Golden Gala in Rome, een van de wedstrijden in de Diamond League-reeks. In Eugene, waar de Olympic Trials plaatsvonden, liet zij er geen misverstand over bestaan dat zij opnieuw naar de Olympische Spelen wilde, want in regenachtige omstandigheden veroverde zij tweede nationale titel nipt in 12,73. Op de Zomerspelen in Londen plaatste zij zich op de 100 m horden met 12,75 in de kwart- en 12,46 in de halve finale overtuigend voor de finale. Hierin bleef zij bijna het gehele veld voor en snelde zij naar 12,37, wat een olympisch record zou zijn geweest, indien de Australische Sally Pearson haar niet in 12,35 met 0,02 seconde was voorgebleven. Nu hield zij er een zilveren medaille aan over. Overigens was zij hiermee de eerste Amerikaanse die na olympisch goud te hebben veroverd, op de eerstvolgende Spelen opnieuw een olympische medaille scoorde. In het vervolg van het seizoen won zij nog driemaal goud bij Diamond League-wedstrijden, wat haar de eindoverwinning in haar specialiteit in deze serie opleverde. Daar hield zij niet alleen een waardevolle diamant aan over, maar kwalificeerde zij zich tevens automatisch voor de WK van 2013 in Moskou.

### Studie
Harper behaalde in 2006 een bul in de psychologie aan de Universiteit van Californië.

## Titels
- Olympisch kampioene 100 m horden - 2008
- Amerikaans kampioene 100 m horden - 2009, 2012, 2014, 2015
- NACAC-kampioene 100 m horden - 2006
- Pan-Amerikaans jeugdkampioene 100 m horden - 2003

## Persoonlijke records
Outdoor
| Onderdeel    | Prestatie          | Datum           | Plaats   |
| ------------ | ------------------ | --------------- | -------- |
| 100 m        | 11,66 s (-1,0 m/s) | 25 juli 2007    | Lahti    |
| 200 m        | 23,97 s (+0,5 m/s) | 4 maart 2006    | Westwood |
| 100 m horden | 12,37 s (-0,2 m/s) | 7 augustus 2012 | Londen   |
| 400 m horden | 61,77 s            | 1 mei 2004      | Eugene   |

Indoor
| Onderdeel   | Prestatie | Datum            | Plaats       |
| ----------- | --------- | ---------------- | ------------ |
| 60 m        | 7,64 s    | 27 februari 2004 | Seattle      |
| 50 m horden | 6,96 s    | 28 januari 2012  | New York     |
| 60 m horden | 7,98 s    | 10 maart 2006    | Fayetteville |

## Palmares

### 100 m horden
Kampioenschappen
- 2003:  Pan-Amerikaanse jeugdkamp. - 13,42 s
- 2006:  NACAC (<25 jr.) - 13,06 s (+0,4 m/s)
- 2007: 4e Super Grand Prix in Stockholm - 12,85 s
- 2007:  Grand Prix in Belém - 12,83 s
- 2008:  Grand Prix in Eugene - 12,59 s
- 2008: 5e Super Grand Prix in Londen - 12,78 s
- 2008:  Grand Prix in Shanghai - 13,03 s
- 2008:  Amerikaanse kamp - 12,62 s (+rugwind)
- 2008:  OS - 12,54 s
- 2009:  Amerikaanse kamp - 12,36 s (+2,2 m/s)
- 2009: 7e WK - 12,81 s (in ½ fin. 12,48 s)
- 2009:  Wereldatletiekfinale in Thessaloniki - 12,61 s
- 2011:  Amerikaanse kamp - 12,65 s
- 2011:  WK - 12,47 s
- 2012:  Amerikaanse kamp - 12,73 s (-1,6 m/s)
- 2012:  OS - 12,37 s
- 2013: 4e WK - 12,59 s
- 2014:  Amerikaanse kamp. - 12,55 s (-1,6 m/s)
- 2014:  IAAF Continental Cup - 12,47 s
- 2015:  Amerikaanse kamp. - 12,55 s (-0,1 m/s)
- 2017:  WK - 12,63 s

Golden League-podiumplekken
- 2008:  Meeting Gaz de France – 12,79 s
- 2009:  Golden Gala – 12,55 s
- 2009:  Meeting Areva – 12,68 s
- 2009:  Weltklasse Zürich – 12,48 s

Diamond League-podiumplekken
- 2011:  Golden Gala – 12,70 s
- 2011:  Weltklasse Zürich – 12,81 s
- 2012:  Golden Gala – 12,66 s
- 2012:  DN Galan – 12,65 s
- 2012:  Athletissima – 12,43 s
- 2012:  Weltklasse Zürich – 12,59 s
- 2012:  Eindzege Diamond League
- 2013:  Qatar Athletic Super Grand Prix – 12,60 s
- 2013:  Golden Gala – 12,65 s
- 2013:  Sainsbury’s Grand Prix – 12,64 s
- 2013:  Athletissima – 12,53 s
- 2013:  Memorial Van Damme – 12,48 s
- 2013:  Eindzege Diamond League
- 2014:  Meeting Areva – 12,44 s

1972: Annelie Ehrhardt ·
1976: Johanna Schaller ·
1980: Vera Komisova ·
1984: Benita Fitzgerald-Brown ·
1988: Jordanka Donkova ·
1992: Voula Patoulidou ·
1996: Ludmila Engquist ·
2000: Olga Sjisjigina ·
2004: Joanna Hayes ·
2008: Dawn Harper ·
2012: Sally Pearson ·
2016: Brianna Rollins ·
2020: Jasmine Camacho-Quinn ·
2024: Masai Russell